# Noir in Festival 2017
Le Noir in Festival 2017, 27e édition du festival, s'est déroulé du 4 au 10 décembre 2017.

## Déroulement et faits marquants
Le film espagnol Handia de Jon Garaño et Aitor Arregi remporte le prix du meilleur film et le film britannique A Beautiful Day (You Were Never Really Here) de Lynne Ramsay remporte le prix spécial du jury.

## Sélection

### En compétition officielle
- Handia de Jon Garaño et Aitor Arregi  Espagne
- Madame Hyde de Serge Bozon  Mali
- Burn Out de Yann Gozlan  Islande
- Euthanizer (Armomurhaaja) de Teemu Nikki  France
- A Beautiful Day (You Were Never Really Here) de Lynne Ramsay  Royaume-Uni
- Le Caire confidentiel (The Nile Hilton Incident) de Tarik Saleh  Suède  Danemark  Allemagne
- Marlina, la tueuse en quatre actes (Marlina si Pembunuh dalam Empat Babak) de Mouly Surya  Indonésie  France  Malaisie  Thaïlande
- Tomato Red de Juanita Wilson  Irlande  Canada

### Hors compétition
- Le Musée des Merveilles (Wonderstruck) de Todd Haynes  États-Unis
- My Cousin Rachel de Roger Michell  Royaume-Uni  États-Unis

### Séances spéciales
- Maigret's Dead Man de Jon East  Royaume-Uni
- Le Démon de Laplace (Il demone di Laplace) de Giordano Giulivi  Italie

## Palmarès

### En compétition
- Prix du meilleur film : Handia de Jon Garaño et Aitor Arregi.
- Prix spécial du jury : A Beautiful Day (You Were Never Really Here) de Lynne Ramsay.
- Prix d'interprétation : Fares Fares pour son rôle dans Le Caire confidentiel.